# Lin Sternal

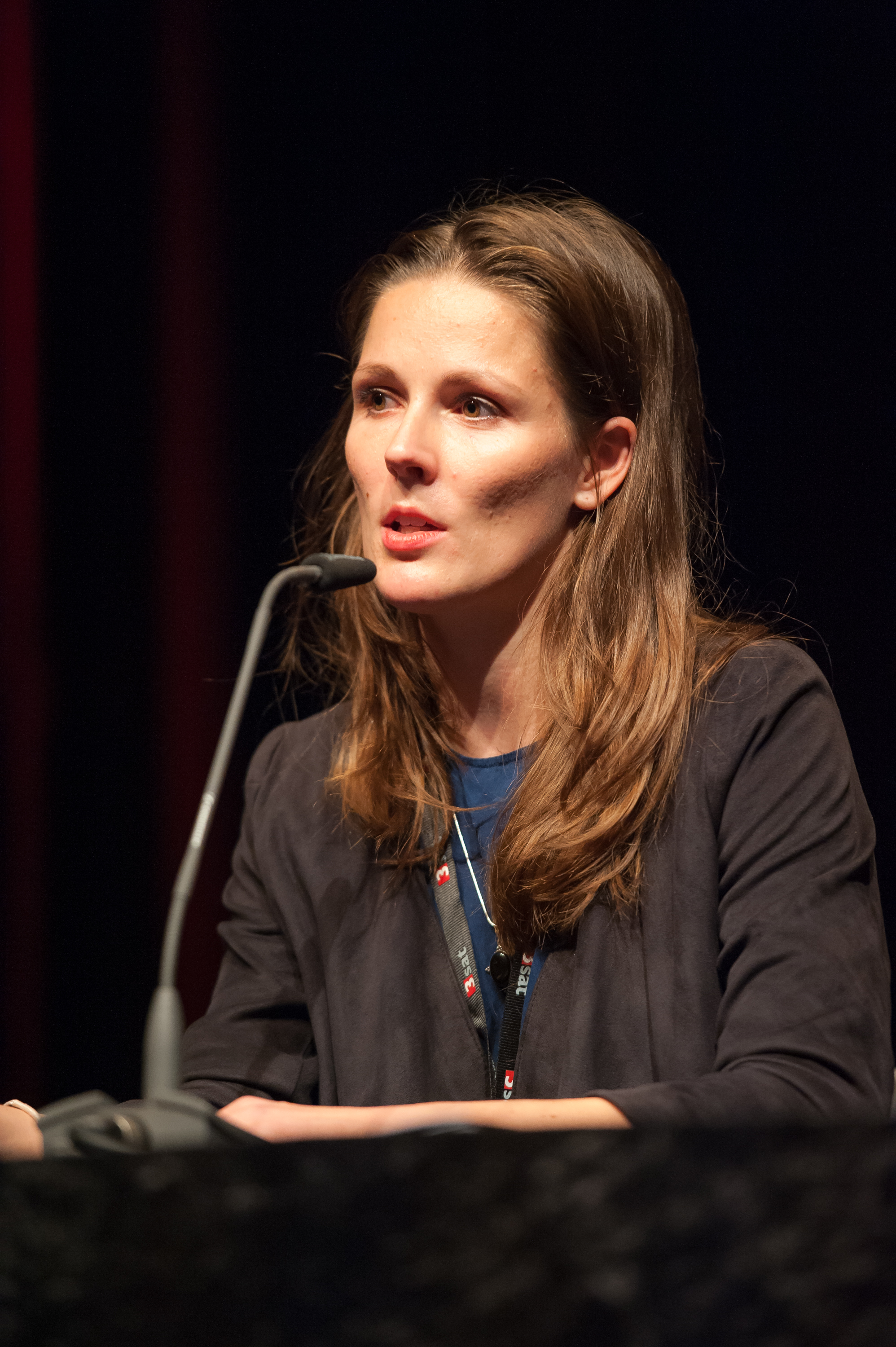
Lin Sternal (2016)

Lin Sternal (geboren 1987 in Berlin) ist eine deutsche Filmregisseurin und Drehbuchautorin.

## Leben
Lin Sternal studierte seit 2008 an der Filmakademie Baden-Württemberg mit dem Schwerpunkt Regie/Dokumentarfilm. Sie realisierte kurze und mittellange Filme.
Mit ihrem Film Eismädchen hat sie im April 2015 ihr Diplom gemacht und wurde für den Grimme-Preis nominiert. Der Dokumentarfilm erzählt von einer Dreiecksbeziehung innerhalb des Mikrokosmos Eiskunstlauf, die geprägt ist von Druck, Konkurrenz und Projektion. Lisa, die sich über ihren Sport definiert, ist von pubertären Selbstzweifeln geplagt, während ihrer jüngeren Schwester Sophie alles mit Leichtigkeit zu gelingen scheint. Ihre Mutter, angetrieben von eigenen unerfüllten Träumen, versucht mit viel fürsorglicher Hingabe, ihre große Tochter aufzufangen. Doch umso mehr sie sich bemüht alles richtig zu machen, umso kläglicher scheint sie zu scheitern. Es sind Beobachtungen eines fragilen Beziehungsgeflechtes, deren Protagonistinnen sich abstoßen, ohne sich zu lösen und gegenseitig anziehen, ohne sich ganz nah zu sein.
Mit ihrem Dokumentarfilm Perro war Sternal zudem Teilnehmerin des Documentary Campus 2016. Der Kinderfilm feiert im Februar 2020 auf der Berlinale Weltpremiere und läuft dort in der Sektion Generation Kplus. Er handelt vom heranwachsenden Perro, der mit seiner Großmutter in Bangkukuk lebt, im Dschungel des südlichen Nicaragua. Trotz aller Abgeschiedenheit ist die indigene Gemeinde mit dem Wandel konfrontiert: Über das Radio erfahren die Menschen vom Plan der Regierung, den fast 300 Kilometer langen Gran Canal zu bauen, der den Atlantik mit dem Pazifik verbinden soll. 120 000 Menschen droht die Zwangsumsiedlung, auch die Heimat von Perro und seiner Oma ist in Gefahr. Die ältere Generation ruft Gott an, Perros Großmutter möchte ihren Enkel mit Gebeten beschützen. Dieser lebt zunächst sein gewohntes Leben weiter, geht fischen, versorgt die Tiere auf der kleinen Farm und streift mit seinen Freunden durch den Dschungel. Als jedoch Perros Lehrer an einen anderen Ort versetzt wird, muss der in sich gekehrte, feinfühlige Junge in die Stadt zu seiner Tante. Er muss sich Abschied und Neubeginn stellen und einen eigenen Weg in eine ihm noch unbekannte Welt finden. Sein Hausschwein Piggy begleitet ihn. Die Medien- und Filmgesellschaft Baden-Württemberg förderte die Produktion im Februar 2017 mit 105 500 Euro, der Beauftragte der Bundesregierung für Kultur und Medien im Dezember 2016 mit 95 000 Euro. Perro wurde für den Berlinale Dokumentarfilmpreis und für den Preis der deutschen Filmkritik zum besten deutschen Dokumentarfilm des Jahres 2020 nominiert.
Sternal lebt als freischaffende Regisseurin in Berlin.

## Filmografie
- 2012: Schattentänzer, Dokumentarfilm, 22 Min
- 2013: Terrassentage, Dokumentarfilm, 45 Min
- 2015: Eismädchen, Junger Dokumentarfilm SWR, 60 min
- 2017: Ewas Brief, 3sat Reihe Ab 18, 27 min
- 2019: Perro, Kinodokumentarfilm in Postproduktion, 72 min